# Carl Axel Hugo Hamilton
Carl Axel Hugo Hamilton af Hageby, född 1 juni 1722 i Hamburg, död 9 juni 1763 på Vanås i Gryt i Skåne, var svensk friherre och landshövding i Kristianstads län. Han var son till friherre Johan Henrik Hamilton af Hageby, 1692–1736, och dennes hustru grevinnan Sidonia Juliana Lewenhaupt, 1695–1735.

## Militär karriär
Hamilton blev student vid Uppsala universitet 1736 och volontär vid Livgardet samma år. Han blev löjtnant vid Hamiltonska regementet 1741 och kapten vid greve de la Marcks regemente i Frankrike 1744.
År 1749 blev han överstelöjtnant vid Posseska regementet i Stralsund och i februari 1760 överste för Savolaks och Nyslotts läns infanteriregemente. Senare samma år blev han överste för sitt gamla regemente i Stralsund, som då bytte namn till Hamiltons regemente.

## Statlig tjänst
År 1761 blev Hamilton landshövding i Kristianstad län samt överkommendant.

## Vanås
Hamilton köpte 1756 Vanås slott i Gryts socken i Kristianstad län. Efter hans död 1763 övergick äganderätten till hans änka som senare instiftade Vanås fideikommiss till förmån för sin dotterson Carl Axel Wachtmeister, 1795–1865, och hans efterkommande.

## Familj
Carl Axel Hugo Hamilton gifte sig 27 februari 1752 med Elisabet Jennings, 1734–1801, i hennes första gifte. Hon var dotter till kommerserådet Frans Jennings och syster till den framgångsrike affärsmannen, bruksägaren och politikern John Jennings. I äktenskapet föddes tre barn, alla avled dock i späd ålder.
Elisabet Jennings gifte sig för andra gången 1768 på Barsebäck med landshövdingen i Malmöhus län, generalmajoren friherre Carl Adlerfelt. Hon fick med honom dottern Carolina, 1769–1799, som gifte sig med konteramiralen, greve Hans Fredrik Wachtmeister, 1752–1807.